# Cuerpo de Bomberos de Valencia, Carabobo
El Cuerpo de Bomberos de Valencia del Estado Carabobo  es una institución de apagafuegos fundada el 24 de julio de 1950, es el organismo de seguridad ciudadana de administración de emergencias oficial de la ciudad. 
Cubren la ciudad de Valencia que tiene amenazas de diferentes índoles como vías rápidas y un importante parque industrial, así como posibilidad de incendios forestales. 

## Historia
Como iniciativa de la Cámara de Comercio y apoyo del Club de Leones y Rotary Internacional y con aportes del ejecutivo del estado, se funda el  24 de julio de 1950 el Cuerpo de Bomberos de Valencia, del Estado Carabobo en Venezuela. Su primer Comandante fue el Sargento Primero (B) Rafael Anselmo Mújica Muñoz, y el Segundo Comandante, el Cabo Segundo (B) José Asunción Marques.
23 efectivos conformaron la primera guardia permanente, fueron entrenados para controlar los grandes incendios que ocurrían en la ciudad. 
No fue el primer Cuerpo de Bomberos en el Estado, pues el Cuerpo de Bomberos del Estado Carabobo fue fundado en Valencia el 1 de julio de 1950 en su primer cuartel de la Calle Bárbula  y contaba con una móvil de combate de incendios y 24 bomberos.
El domingo 18 de marzo de 1984 ocurrió un evento conocido como "La tragedia de los Bomberitos de Valencia", en esa oportunidad, la banda de música se dirigía a Los Naranjos en la Unidad número 27 de Transporte Michelena que había sido coordinada desde el viernes anterior con el conductor. El vehículo era un Blue Bird blanco con franjas azules del extinto Sistema de Transporte Urbano, la mañana de ese domingo en las adyacencias de una curva conocida como "Curva del Oído" o "Curva del Cristo", la unidad sufrió un percance, se le rompió un muñón y cayó por un barranco, esto significó la pérdida de la vida de varios bomberitos de la brigada juvenil, lo que generó que la presidencia de la República decretara tres días de duelo.
En agosto de 2020 fue reactivada su estación “Capitán Ramón Martínez Gil” en Lomas de Funval, parroquia Miguel Peña con dieciséis bomberos activos para atender la parroquia Miguel Peña y parte de la parroquia Santa Rosa. En este año, fue importante la participación de la Institución en desinfecciones contra SARS-CoV-2 en la comunidad.
Hoy en día, Instituto Autónomo Municipal Cuerpo de Bomberos de Valencia y el 24 de julio de 2022 arribó a su 72 aniversario, ha sido dirigido por 14 comandantes, el actual es Teniente Coronel Iván José Campos.
En el marco de la celebración del 72 aniversario y con miras a celebrar el Día Nacional del Bombero en Venezuela el próximo 20 de agosto, en julio de 2022, el Cuerpo de Bomberos de Valencia realizó una competencia de destrezas bomberiles en su Estación Central el 21 de julio de 2022.

### Comandantes
1950 - 1978 • Teniente Coronel (B) Rafael A. Mujica
1978 - 1984 • Coronel (B) Luis Roberto Guevara López (Primer oficial en alcanzar el grado de Coronel de Bomberos en el municipio Valencia-Carabobo)
1984 - 1989 • Teniente Coronel (B) José Vicente Arcila
1989 - 1992 • Teniente Coronel (B) Carlos Díaz
1992 • Teniente (B) Carlos Parra (Comandante por diez días)
1992 • Teniente Coronel (B) Luis Bolívar (Comandante por nueve meses)
1992 - 1999 • Coronel (B) Orlando B. Pérez,
1999 • Teniente Coronel (B) Carlos Peña
1999 - 2002 • Coronel (B) Alberto franco 
2002 - 2008• Coronel Miguel Vita
2008 - 2010 • Teniente Coronel Héctor Romero 
2010 - 2015 • Teniente coronel (B) Carlos Alberto Pérez
2015 - 2020 • Coronel (B) Franklin Delgado 
2020 - Actual • General (B) Iván J. Campos F. (Primer comandante en alcanzar el grado de General de Bomberos en el cuerpo de Bomberos del municipio Valencia-Carabobo)

## Estaciones
El Cuerpo de Bomberos de Valencia cuenta con cuatro estaciones:
• Estación Central “Teniente Coronel (B+) Rafael Anselmo Mujica Muñoz” ubicada en la Parroquia Rafael Urdaneta, Zona Industrial Municipal Norte, Avenida 61 (Ernesto L. Branger)
• Estación Nro. 1 de Bombero “Coronel (B+) Luis Felipe Ruiz”, Ubicada en: Parroquia San Blas, Barrio Puerto Nuevo, Avenida 92 (Branger), Inmueble Nro. 91-361.
• Estación Nro. 2 de Bombero “Mayor (B+) Pedro Liendo Mendoza”, ubicada en: Parroquia Miguel Peña, Barrio Bella Vista II, Avenida Venezuela.
• Estación Nro. 4 de Bombero “Capitán (B+) Ramón Martínez Gil, ubicada en: Parroquia Miguel Peña, Urbanización Lomas de Funval, Avenida 109 (Aránzazu). 
Es muy reconocido que en con frecuencia, los cuarteles de bomberos tienen un tubo bajante por donde se lanzan los bomberos de un segundo nivel para bajar hacia las unidades en casos de emergencias, el Cuartel Central de Bomberos Valencia tiene una particularidad un tanto curiosa, en vez de disponer de esos bajantes, tiene unos toboganes.
Nota: Lo que era la Estación Nro. 3 en la Zona de Prebo está actualmente operada por Bomberos del Estado Carabobo.

## Misión, visión y valores[8]

### Misión
Salvaguardar la vida y bienes de las personas amenazadas por eventos naturales o tecnológicos, capaces de originar una emergencia, aplicando medidas de prevención, mitigación y atención directa, oportuna y permanente, contando para ello con un recurso humano altamente calificado y comprometido, conjuntamente con la participación y protagonismo de la comunidad, bajo los principios de eficiencia, seguridad, calidad y protección al ambiente.

### Visión
Ser reconocidos como una organización líder en la administración de emergencias o desastres, que promueva la participación y protagonismo de la comunidad, a través de la autoprotección colectiva e individual.

### Valores
Son valores irrenunciables de cada bombero y de quienes prestan servicio en nuestra institución, que asumimos voluntariamente aún a riesgo de la seguridad y bienestar individual.
Disciplina, Abnegación, Espíritu de Cuerpo, Vocación de Servicio, Lealtad, Honor, Solidaridad, Valentía, Integridad Moral, Cumplimiento de las normas y leyes, Prácticas y ejercicios Bomberiles, Mantenimiento de las Instalaciones y Equipos.

## Unidades
Para julio de 2022 el Cuerpo de Bomberos de Valencia contaba con la siguiente flota vehicular operativa: 
- Unidades de supresión de incendio
- Unidades de rescate
- Unidad de materiales peligrosos
- Unidades ambulancias
- Unidad escalera
- Unidades de logística
- Unidades motorizada